# Колумбийско-мексиканские отношения
Колумбийско-мексиканские отношения — двусторонние дипломатические отношения между Колумбией и Мексикой. 

## История
У Колумбии и Мексики общая история в тот период когда они были колонизированы Испанией, территории этих стран являлись составными частями испанских вице-королевств. В 1820-х годах эти территории обрели независимость, были провозглашены Мексиканская империя и Великая Колумбия, у которых была общая граница (в настоящее время там располагаются независимые государства Коста-Рика и Панама).
После установления дипломатических отношений, страны приступили к их развитию на двусторонней основе. В 1989 году Колумбия, Мексика и Венесуэла сформировали торговый блок под названием Группа трёх, с целью снижения торговых тарифов и создания зоны свободной торговли между тремя странами. В 1995 году Группа трёх официально начала функционировать. В 2006 году президент Венесуэлы Уго Чавес объявил, что Венесуэла выйдет из блока в связи с натянутыми отношениями с лидерами Мексики (Винсенте Фокс Кесада) и Колумбии (Альваро Урибе Велес). В 2007 году Венесуэла восстановила членство в Группе трёх.
Последнее десятилетие в обеих странах идёт Война с наркотиками. Колумбия на протяжении многих лет известна как один из крупнейших мировых производителей наркотиков силами наркокартелей. Мексика традиционно является страной транзита для колумбийских наркотиков на пути в США (где самый большой спрос в мире на рынке потребления наркотиков). Однако, мексиканские наркокартели также наладили производство наркотиков и сотрудничают со своими колумбийскими коллегами в транзите наркотиков на другие рынки по всему миру. Колумбийское и мексиканское правительство объединили усилия в борьбе с наркокартелями и проводят совместные операции по уничтожению наркотических средств.